# Tritik
Tritik is een bestuurslaag in het regentschap Nganjuk van de provincie Oost-Java, Indonesië. Tritik telt 1173 inwoners (volkstelling 2010).